# Junior Eurovisiesongfestival 2009

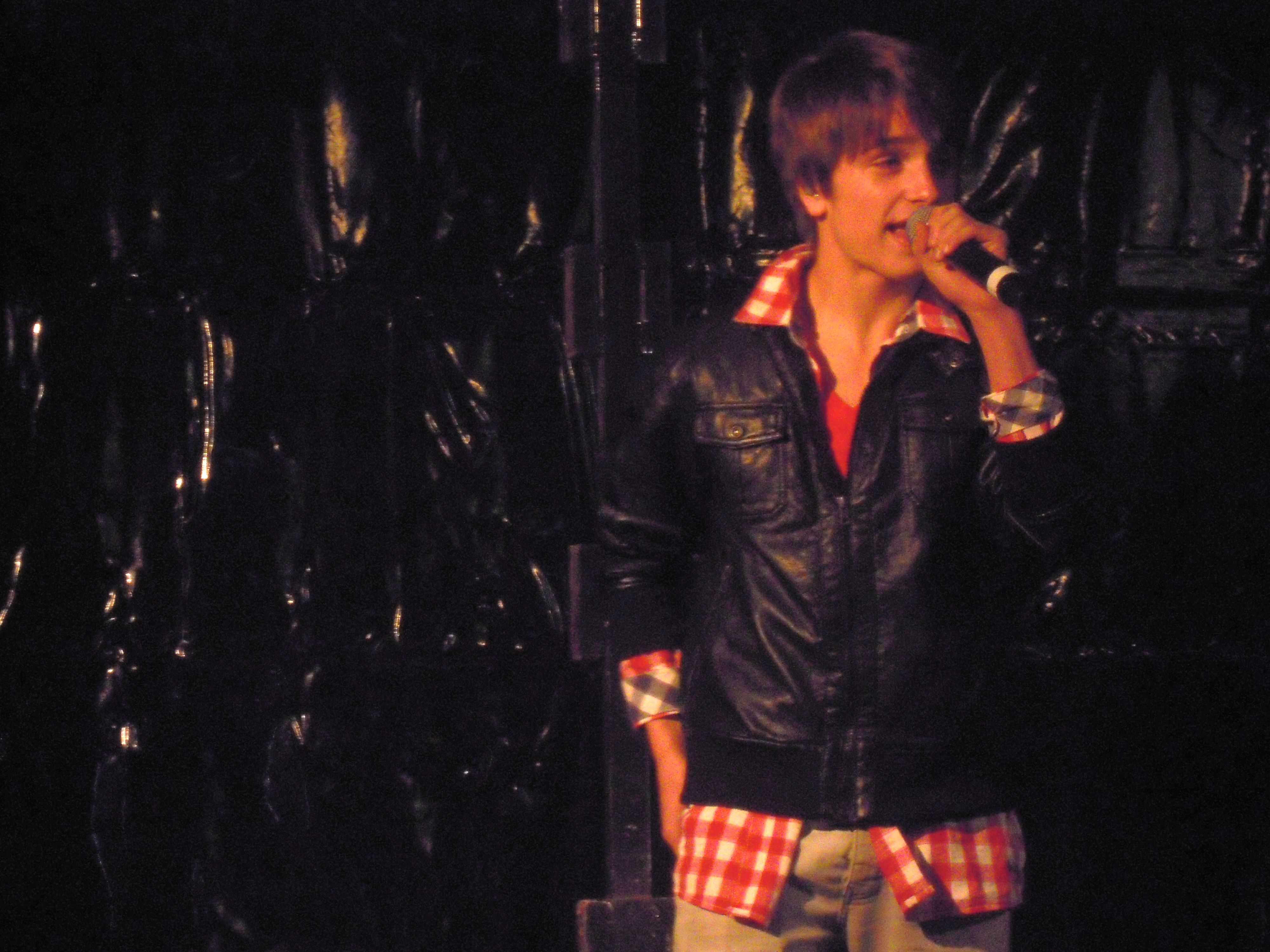
Ralf Mackenbach, de winnaar van het Junior Eurovisiesongfestival 2009 met Click clack

Het Junior Eurovisiesongfestival 2009 werd georganiseerd in Kiev, de hoofdstad van Oekraïne.
Het festival vond plaats op 21 november in het Sportpaleis in Kiev, waar in 2005 het Eurovisiesongfestival werd georganiseerd. Het thema was Tree of life. Het was het eerste festival dat niet door twee, maar door drie personen gepresenteerd werd. Onder hen was ook Dmytro Borodin, met zijn twaalf jaar de jongste presentator tot nu toe.
Zweden keerde na één jaar terug. Daarnaast waren er ook weer landen die zich terugtrokken: Bulgarije trok zich terug na de laatste plaats het jaar voordien. Griekenland, een van de weinige landen die aan elk festival hadden deelgenomen, stopte ermee. In het land was er maar weinig interesse in het festival en er was kritiek op de druk die op de kinderen werd gelegd. De Litouwse openbare omroep ten slotte trok zich terug wegens financiële problemen. Hierdoor lag het aantal deelnemende landen op een historisch dieptepunt: slechts dertien landen namen deel.
De winnaar werd met 121 punten Nederland. Ralf Mackenbach won met het nummer Click clack voor het eerst in 34 jaar weer een overwinning voor Nederland. Bij de telling leken België, Armenië en Rusland ook nog een grote kans te maken, pas bij de laatste puntenverdeling werd duidelijk dat Nederland won. Het was een grote verrassing dat bij de laatste punten Rusland en Armenië toch nog op de gedeelde tweede plaats eindigden, waardoor België uiteindelijk op een vierde plaats eindigde. In Nederland keken circa 867.000 mensen naar de finale.
Lange tijd zat de kans erin dat het festival niet zou doorgaan. Door de dreiging van de Mexicaanse griep in Oekraïne werden tal van manifestaties in het najaar van 2009 afgelast. Uiteindelijk ging het festival wel door, maar werd slechts een bepaald gedeelte van de zaal gevuld met publiek.

## Uitslag
| Plaats | Land        | Taal                 | Artiest             | Lied                          | Punten |
| ------ | ----------- | -------------------- | ------------------- | ----------------------------- | ------ |
| 1      | Nederland   | Nederlands en Engels | Ralf Mackenbach     | Click clack                   | 121    |
| 2      | Armenië     | Armeens              | Luara Hairapetian   | Barcelona                     | 116    |
| 2      | Rusland     | Russisch             | Jekaterina Rjabova  | Malenki prints                | 116    |
| 4      | België      | Nederlands           | Laura               | Zo verliefd (yodelo)          | 113    |
| 5      | Oekraïne    | Oekraïens            | Andranik Aleksanjan | Try topoli, try soermy        | 89     |
| 6      | Georgië     | Georgisch en Engels  | Princesses          | Lurji prinveli                | 68     |
| 6      | Zweden      | Zweeds               | Mimmi Sandén        | Du                            | 68     |
| 8      | Malta       | Engels               | Francesca & Mikaela | Double trouble                | 55     |
| 9      | Wit-Rusland | Russisch             | Joeri Demidovitsj   | Volsjebni krolik              | 48     |
| 10     | Servië      | Servisch             | Ništa lično         | Onaj pravi                    | 34     |
| 11     | Cyprus      | Grieks               | Rafaella Costa      | Thalassa, ilios, aeras, fotia | 32     |
| 12     | Macedonië   | Macedonisch          | Sara Markovska      | Za ljoebovta                  | 31     |
| 13     | Roemenië    | Roemeens             | Ioana Bianca Anuţa  | Ai puterea în mâna ta         | 19     |

## Scorebord
| Deelnemers  | 12 p. | ZW | RU | AR | RO | SV | GE | NL | CY | MT | OE | BE | WR | MC |
| ----------- | ----- | -- | -- | -- | -- | -- | -- | -- | -- | -- | -- | -- | -- | -- |
| Zweden      | 12    |    | 4  | 5  | 2  | 5  | 3  | 6  | 2  | 5  | 4  | 7  | 5  | 8  |
| Rusland     | 12    | 6  |    | 10 | 8  | 10 | 7  | 7  | 10 | 7  | 12 | 8  | 12 | 7  |
| Armenië     | 12    | 10 | 12 |    | 6  | 7  | 12 | 10 | 12 | 6  | 10 | 10 | 8  | 1  |
| Roemenië    | 12    | 1  | 0  | 0  |    | 0  | 0  | 1  | 0  | 2  | 0  | 0  | 0  | 3  |
| Servië      | 12    | 2  | 1  | 3  | 3  |    | 2  | 0  | 3  | 0  | 3  | 0  | 1  | 4  |
| Georgië     | 12    | 3  | 5  | 6  | 7  | 1  |    | 4  | 7  | 10 | 6  | 5  | 2  | 0  |
| Nederland   | 12    | 12 | 8  | 8  | 12 | 8  | 8  |    | 8  | 8  | 8  | 12 | 7  | 10 |
| Cyprus      | 12    | 7  | 3  | 2  | 1  | 0  | 1  | 0  |    | 1  | 0  | 2  | 3  | 0  |
| Malta       | 12    | 0  | 2  | 4  | 4  | 4  | 4  | 8  | 4  |    | 1  | 6  | 4  | 2  |
| Oekraïne    | 12    | 4  | 7  | 12 | 10 | 2  | 10 | 5  | 5  | 4  |    | 3  | 10 | 5  |
| België      | 12    | 8  | 10 | 7  | 5  | 12 | 6  | 12 | 6  | 12 | 5  |    | 6  | 12 |
| Wit-Rusland | 12    | 0  | 6  | 1  | 0  | 3  | 5  | 3  | 1  | 0  | 7  | 4  |    | 6  |
| Macedonië   | 12    | 5  | 0  | 0  | 0  | 6  | 0  | 2  | 0  | 3  | 2  | 1  | 0  |    |

## 12 punten
| Aantal keer 12 | Land      | Gekregen van                        |
| -------------- | --------- | ----------------------------------- |
| 4              | België    | Macedonië, Malta, Nederland, Servië |
| 3              | Armenië   | Cyprus, Georgië, Rusland            |
| 3              | Nederland | België, Roemenië, Zweden            |
| 2              | Rusland   | Oekraïne, Wit-Rusland               |
| 1              | Oekraïne  | Armenië                             |

## Trivia
- Mimmi Sandén is de jongere zus van Molly Sandén die in 2006 meedeed, en Frida Sandén die in 2007 meedeed.
- Andranik Aleksanjan, de Oekraïense deelnemer, heeft achondroplasie, waardoor zijn groei vertraagd wordt.

## Terugkerende landen

Deelnemende landen
Landen die in het verleden deelgenomen hebben

- Zweden: SVT had al in 2006 besloten niet meer mee te doen, maar TV4 besloot toen de taak over te nemen van de SVT. TV4 heeft toen voor twee jaren de Zweedse deelname verzorgd. In 2007 trokken ze zich terug, maar in 2009 keerden ze weer terug. SVT nam in 2010 de Zweedse deelname weer over.

## Terugtrekkende landen
- Bulgarije trok zich terug wegens het slechte resultaat in 2008.
- Griekenland vindt officieel dat de druk op de kinderen te hoog is. Daarnaast worden vooral de lage kijkcijfers aangehaald als hoofdreden voor het afhaken.
- Litouwen deed om financiële redenen niet mee.

Armenië · België · Cyprus · Georgië · Macedonië · Malta · Nederland · Oekraïne · Roemenië · Rusland · Servië · Wit-Rusland · Zweden
2003 · 2004 · 2005 · 2006 · 2007 · 2008 · 2009 · 2010 · 2011 · 2012 · 2013 · 2014 · 2015 · 2016 · 2017 · 2018 · 2019 · 2020 · 2021 · 2022 · 2023 · 2024 · 2025

Zie ook: Eurovisiedansfestival · Eurovisiesongfestival · Eurovision Young Musicians · Eurovision Young Dancers · Eurovision Choir